# Гарсия Рамон, Мария Долорес
Мария Долорес Гарсия Рамон (исп. Maria Dolors García Ramón; род. 7 ноября 1943, Гандия) — испанский географ. Заслуженный профессор Барселонского автономного университета.

## Биография
Мария Долорес Гарсия Рамон родилась 7 ноября 1943 года в Гандии, провинция Валенсия. Получила степень бакалавра и докторскую степень в Барселонском университете и степень магистра в Калифорнийском университете. С 1969 по 2010 год — профессор географии в Барселонском университете, также занимала должность профессора и научного сотрудника в Аризонском университете, Корнеллском университете, Университете Буэнос-Айреса, Даремском университете, Институте изучения Каталонии и Лондонской школе экономики и политических наук.
С 1988 по 1996 год являлась секретарём исследовательской группы Международного географического союза по гендерным вопросам и географии.
С 1996 года член Европейской академии.
В 2016 году стала лауреатом Премией Вотрена Люда, это поощрение было названо «высшей наградой», которой могут наградить географа, своего рода «Нобелевской премией по географии».